# Philippe Sanfourche
Philippe Sanfourche (n. 26 ianuarie 1975, Franța) este un jurnalist francez care lucrează ca un reporter important pentru serviciul sportiv RTL (radio francez), unde a comentat meciurile radio din anul 2000.
În 2018, în absența lui Denis Balbir, care a fost lipsit de aer pentru că a vorbit după meciul Olimpic-Marsilia-RB Leipzig, Philippe Sanfurche ar fi comentat prima etapă a semifinalei UEFA Europa League. participă la „On reface meciul” de pe RTL și este articole pentru „L’Equipe du soir” de pe L’Equipe. Alte rapoarte importante pentru RTL: Raliul Dakar din 2004 până în 2010, ciclistul Tour de France 2008, Turneul Roland Garros din 2000 până în 2003. Specialist al echipei naționale de fotbal a Franței și „Paris Saint-Germain” în serviciul sportului din 2010.